# François Troukens
 (juin 2022).
Il peut être nécessaire de l'améliorer pour respecter le principe de neutralité de point de vue. Veuillez consulter la page de discussion pour plus de détails.

François Troukens, né le 31 décembre 1969 à Nivelles (province de Brabant), est un cinéaste, auteur, scénariste et organise des initiatives sociales en Belgique. Il est le fondateur en 2014 de l’association Chrysalibre dont la mission première est de favoriser la réinsertion sociale par la culture.
Après un passé de braqueur dans les années 1990, il entame en prison sa reconversion par des études de cinéaste. Il intervient dans les médias sur la réinsertion et s’engage activement dans la justice restaurative.
Il a réalisé le film Tueurs (2017), présenté en avant-première à la Mostra de Venise, et pour son travail en bande dessinée (Forban) aux éditions du Lombard.
Du 15 octobre 2015 à 2019, il présente l’émission de télévision Un Crime Parfait sur la chaîne belge RTL-TVI. Julie Denayer l'a rejoint le 16 septembre 2018.

## Biographie
François Troukens naît le 31 décembre 1969 à Nivelles.

### Jeunesse
François Troukens est l’aîné d’une famille de sept enfants. Il grandit à Haut-Ittre, dans le Brabant wallon, où ses parents se sont installés pour se lancer dans la culture biodynamique. Il grandit dans un environnement où la culture occupe une place importante, puisque le père, ingénieur agronome de profession, est aussi chanteur d’opéra. Sa mère, enseignante, initie ses enfants à la littérature et l’écriture. Avant de s’orienter vers le métier de photographe-réalisateur, il étudie la musique et devient trompettiste.
Il fait partie du grand banditisme en Belgique dans les années 1990,,,,.
Depuis sa sortie de prison, il participe à des initiatives contre le radicalisme via son association Chrysalibre, et défend l'importance d'avoir plus de culture dans le milieu carcéral, après avoir suivi des études en Lettres entamées en prison.
Il s'inspire de son parcours, et à partir de personnages qu’il a croisés, pour composer des intrigues.

## Implication dans le grand banditisme et changement de trajectoire

### Formation et première condamnation
À 20 ans, en rupture avec le mode de vie alternatif de ses parents, François Troukens abandonne ses études. En 1990, il suit une formation paramilitaire (spécialisation tir et déminage) et devient garde du corps à l’étranger. Après la faillite frauduleuse d’un de ses employeurs, il rejoint un braquage comme convoyeur de fonds, mais est dénoncé. En 1993, il est condamné à quatre ans de prison ferme, dont il purge la moitié.

### Fuite et arrestations ultérieures
Arrêté en 1996 pour l’attaque d’un fourgon à Villers‑la‑Ville, il s’évade pour l’Amérique du Sud, replonge dans le grand banditisme à son retour, et est mêlé à une fusillade près de Namur en 2001 où un policier est blessé. Ce parcours marque le début d’une remise en question.

## Activités illégales et apprentissage

### Débuts dans l'écriture
Toujours en cavale mais devenu père en 1998, il fonde Clever Editions (Luxembourg) sous faux nom et publie le tome 4 d'« Horizon Blanc » avec André Osi. Il commence à écrire pour la bande dessinée et le cinéma, influencé notamment par François Ozon et José Giovanni. En son absence, il est condamné en 2003 par contumace à 28 ans de prison pour l'attaque de Villers‑la‑Ville.

## La prison comme lieu de formation artistique

### Études et projets en détention
Arrêté à Paris en 2004 et incarcéré à la Santé, il suit des cours de lettres modernes via la Sorbonne avant d’être extradé vers la Belgique.

### Formations et créations artistiques en prison
En avril 2006, devant la Cour d’assises, il conteste sa participation à l'affaire de Villers‑la‑Ville mais reconnaît avoir blessé un policier en 2001. Sa peine de 28 ans est révisée : il écope de 15 ans supplémentaires, totalisant 19 ans. En prison, il obtient une agrégation en psychopédagogie, un certificat en restauration, écrit pour le cinéma et la bande dessinée et participe à des courts métrages dans plusieurs prisons. Libéré sous conditions en 2010, il fonde une agence de communication et contribue au « Samedi saint » de Gabriel Ringlet en 2020.

## Carrière artistique après la détention

### Nouvelle incarcération et projets
En décembre 2013, sa liberté conditionnelle est révoquée après qu'il a rencontré JoeyStarr, contrevenant à l’interdiction, et il retourne en prison pour 7 mois, période durant laquelle il écrit le scénario du court métrage Caïds et finalise celui de Tueurs (co‑réalisation avec Jean-François Hensgens, Versus Production). Le film sort en 2017 et est projeté à la Mostra de Venise.
Caïds est réalisé en 2015 avec Slimane Dazi, Paul Bartel, Rawad Barzac et Lucie Debay,. En 2019 sort Bang Bang avec JoeyStarr et Damso. Il collabore aussi avec M6 et Vice pour des reconstitutions en 2020 et 2021.

## Une carrière artistique engagée

### Cinéma
- 2015 : Caïds
- 2017 : Tueurs (co‑réalisation Jean‑François Hensgens). Sélection à la Mostra de Venise 2017[22],[23].
- 2019 : Bang Bang
- 2021 : Justice, une œuvre humaine ? (docufiction)

### Radio
- 2015 : chroniqueur sur On refait le monde (Bel RTL)
- 2019 : Les Braqueurs (podcast Arte Radio)[24]

### Télévision
- 2015–2019 : présentateur de Un crime parfait (RTL‑TVI)[25]
- 2020 : reconstitutions pour Voyous (Vice)
- 2021 : reconstitutions pour Braqueurs (M6)
- En cours : Les Souris Vertes (Canal+)

### Bande dessinée et littérature
- 2017 : Forban (scénario avec Alain Bardet, Le Lombard)
- 2017 : Armé de résilience (autobiographie, éditions First)

### Musique et engagements publics
François Troukens coordonne le festival de Ronquières (culture urbaine & engagement social), anime des ateliers en milieu carcéral et participe à la Journée mondiale des droits des prisonniers de l’UNESCO en 2022.

## Réception critique
Le film Tueurs se distingue par sa tension dramatique et son esthétique qui rappelle l'univers de Michael Mann.